# LG Group
LG Corporation (sau LG Group) (Coreeană: LG 법인) este al doilea cel mai mare conglomerat din Coreea de Sud, care este activ în special în domeniul aparatelor electronice, telecomunicații, în sectorul bancar și cel al asigurărilor, fiind divizat în LG Electronics, LG Display, LG Telecom și LG Chem, operând în peste 80 de țǎri.
Fondatorul LG Group, Koo In-Hwoi a stabilit Lak-Hui Chemical Industrial Corp în 1947. În 1952, Lak-Hui (pronunțat "Lucky", în prezent, LG Chem) a devenit prima companie coreeană care a intrat în industria de mase plastice. Deoarece compania a extins afacerea de mase plastice, aceasta a înființat Goldstar Co, Ltd., (în prezent, LG Electronics Inc) în 1958.
Goldstar a produs primul radio din Coreea de Sud. Multe produse electronice de consum au fost vândute sub numele de brand "Goldstar", în timp ce alte produse de uz casnic (care nu sunt disponibile în afara Coreei de Sud) au fost vândute sub marca "Lucky". Brandul "Lucky" a fost celebru pentru linia sa de produse de igienă, cum ar fi săpunuri și detergenți de rufe Hi-Ti, dar cele mai multe au fost asociate cu pasta de dinți Lucky și Perioe.
În 1995, pentru a concura mai bine pe piața de Vest, compania a fost redenumită "LG", abrevierea de la "Lucky Goldstar". Mai recent, compania a asociat literele LG cu sloganul companiei "Life's Good". Din 2009, LG deține, de asemenea, numele de domeniu LG.com.

## Companii
Din 2001, LG avea două companii asociate cu Royal Philips Electronics: LG Display Philips și LG Philips LCD, dar Philips a vândut acțiunile sale la sfârșitul anului 2008. De asemenea, LG a intrat într-un parteneriat cu Nortel Networks și a creat LG Nortel Co Ltd. LG are un parteneriat cu Hitachi, Hitach-LG Data Storage, care fabrică produse de stocare optice de date cum ar fi DVD-ROM, CD writers, etc. LG a deținut LG Twins, un club de baseball din 1989. LG a achiziționat compania americană de producție de televiziune Zenith în 1999.

### Companii asociate

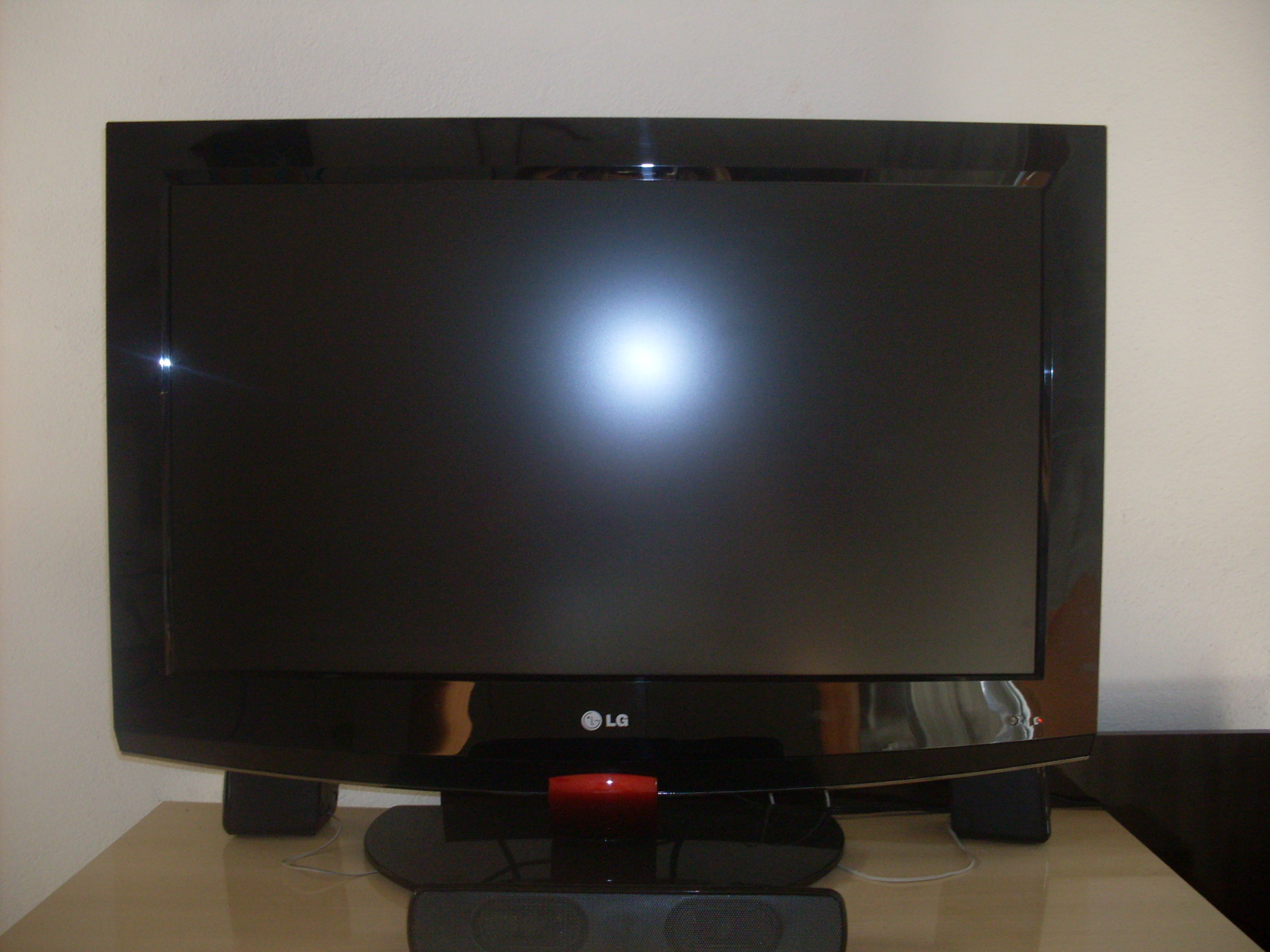
TV LG Time Machine 2

- GS Group
- LS Group
- LIG Group

## Grupul de familii

### Industria electronicelor
- LG Electronics
- LG Display
- LG Innotek
- Hi Logistics

### Industria chimicalelor
- LG Chem
- SEETEC
- LG Household & Health Care
- Coca·Cola Beverage Company
- LG Hausys
- LG TOSTEM BM
- LG MMA

### Telecomunicații și servicii
- LG Telecom
- CS Leader
- LG CNS
- V-ENS
- BIZTECH & EKTIMO
- Ucess Partners
- SERVEONE
- LG International
- TWIN WINE
- Geovine
- pixdix
- G2R
- HS Ad
- Wisebell
- TAMS Media
- Alchemedia
- W Brand Connection
- Twenty Twenty
- M. Hub
- Pressline
- G Outdoor
- Bugs Com Ad
- L. Best
- LG Management Development Institute: Economic Research Institute
- LG Management Development Institute: Academy

- LG Sports